# ميزون أبسلون
ميزون أبسلون (ϒ) هو ميزون يتكون من كوارك سفلي (
b
) وجسيم مضاد له (
b
).

## اكتشافه
اكتشف بواسطة زمالة E288 برئاسة ليون ليدرمان في فيرميلاب عام 1977.